# Московская международная модель ООН
Московская международная Модель ООН им. В. И. Чуркина (англ. C-MIMUN - Churkin Moscow International Model United Nations) — крупнейшая в России и Восточной Европе Модель ООН, которая проходит в Московском государственном институте международных отношений (Университете) Министерства иностранных дел Российской Федерации. Ежегодно в ней участвуют более 1000 участников.

## Организаторы
Ежегодная Московская международная Модель ООН проводится Российской ассоциацией содействия ООН (РАС ООН) совместно с МГИМО(У) МИД РФ под эгидой Всемирной федерации ассоциаций содействия ООН (англ. WFUNA - World Federation of United Nations Associations).

## История
Первая Модель ООН в стенах МГИМО прошла в январе 1990 года. В 2000 году конференция приобрела международный статус, и с того момента Московская международная модель ООН проводится ежегодно.
Свидетельством международного признания Московской международной модели ООН стал тот факт, что в 2004 году её посетил Генеральный секретарь ООН Кофи Аннан. В 2006 и 2015 годах почетным гостем церемонии открытия Модели стал Министр иностранных дел России Сергей Лавров.
В разные годы MIMUN также посещали заместитель Генерального секретаря ООН по коммуникациям и общественной информации Кийо Акасака, Президент Всемирной федерации ассоциаций содействия ООН, бывший Генеральный директор МАГАТЭ Ханс Бликс и постоянный представитель Программы развития ООН в России Фроде Мауринг.

## Структура Модели
На Московской международной модели ООН воспроизводится работа нескольких органов системы Организации Объединённых Наций (ООН). Традиционно в их число входят четыре «главных органа» ООН: Совет Безопасности, Генеральная Ассамблея, Экономический и Социальный Совет (ЭКОСОС) и Международный Суд. На С-MIMUN также моделируются заседания главных комитетов Генеральной Ассамблеи, функциональных комиссий Экономического и Социального Совета, Совета по правам человека. Выбор моделируемых осуществляется на этапе подготовки повестки дня Модели с учётом актуальности и места той или иной проблемы в международных отношениях, а также хода её обсуждения в ООН. В связи с ростом со стороны участников интереса к С-MIMUN, с 2009 года число моделируемых органов неуклонно возрастает. В 2009 их было 7, в 2010 — 8, в 2011 — 9, а в 2012 были проведены заседания уже 10 органов. В 2015 году моделировались 12 органов, в 2020 и 2021 — 13 органов, в 2024 и 2025 — 16 органов.
В 2011 году к русскому и английскому языкам, на которых ранее проходила работа Модели, впервые добавился французский язык. В 2015 году на Московской международной модели ООН оказались представлены все 6 официальных языков ООН: русский, английский, французский, испанский, арабский и китайский.

## Секретариат
Секретариат Московской международной Модели ООН работает в течение всего года. Он занимается всеми вопросами, касающимися организации Модели. Секретариат в основном состоит из студентов МГИМО, но в нём также участвуют представители других вузов, в том числе — иностранных. Команда работает в Секретариате на добровольной основе и осуществляет свою деятельность под руководством Координатора Модели, представляющего руководство РАС ООН и МГИМО-Университета, а также Генерального секретаря Модели, представляющего студенческий актив Секретариата. Коллектив также активно сотрудничает с отечественными и иностранными моделями, нередко оказывает нематериальную поддержку организаторам подобных конференций в России и за рубежом.
Секретариат занимается выпуском официальной печатной газеты Московской международной модели ООН — «Вестника». «Вестник» издаётся ежедневно во время модели. Также выходят спецвыпуски, приуроченные к памятным датам ООН, праздникам и важным событиям. Сотрудники редакции «Вестника» набираются ежегодно и составляют отдельную орггруппу Секретариата.
Члены Секретариата принимают активное участие в зарубежных моделях ООН. Члены Секретариата участвуют в проведении моделей, проходящих в Московской международной гимназии и в школе № 1529 им. Грибоедова.

## Комитеты 2025
| Комитет                                                                            | Повестка дня                                                                                                   | Рабочий язык | Количество стран |
| ---------------------------------------------------------------------------------- | --- | ------------ | ---------------- |
| Генеральная Ассамблея                                                              | Вопросы реформирования Совета Безопасности ООН                                                                 | Русский      | 193+4            |
| Первый комитет Генеральной Ассамблеи                                               | Предотвращение гонки ядерных вооружений в космическом пространстве                                             | Русский      | 46+4             |
| Организация Объединенных Наций по промышленному развитию (ЮНИДО)                   | Использование технологий искусственного интеллекта для обеспечения устойчивого промышленного развития          | Русский      | 32+4             |
| Программа развития ООН                                                             | Обеспечение равного доступа к устойчивой и безопасной энергии                                                  | Русский      | 36+4             |
| Международный валютный фонд                                                        | Пересмотр условий механизма расширенного кредитования                                                          | Русский      | 24               |
| Второй комитет Генеральной Ассамблеи                                               | Финансирование программ, направленных на борьбу с изменением климата                                           | Русский      | 58+4             |
| Исторический Совет Безопасности                                                    | Нарушение системы международного управления Суэцким каналом, 13 октября 1956 г.                                | Русский      | 11+4             |
| The Security Council                                                               | Crisis Agenda                                                                                                  | English      | 15+4             |
| The United Nations Economic and Social Council (ECOSOC)                            | Analysis of achievements in reaching 2030 Agenda for Sustainable Development                                   | English      | 54+4             |
| International Civil Aviation Organization (ICAO)                                   | Reducing the negative impact of aviation on the environment                                                    | English      | 36+4             |
| International Tribunal for the Law of the Sea (ITLOS)                              | Request of Commission of Small Island Developing States on climate change and international law                | English      | 21+4             |
| United Nations General Assembly Fourth Committee                                   | Work of United Nations Mission for the Referendum in Western Sahara (MINURSO)                                  | English      | 56+4             |
| Organisation des Nations Unies pour l’éducation, la science et la culture (UNESCO) | L’amélioration de l’accessibilité des technologies numériques à des fins éducatives                            | Français     | 58+4             |
| Comisión Económica para América Latina y el Caribe (CEPAL)                         | Protección de los derechos de los pueblos indígenas en la preservación de actividades económicas tradicionales | Español      | 46+4             |
| 联合国儿童基金会                                                                   | 加强全球努力，解决针对儿童的家庭暴力问题                                                                       | 中文         | 36+4             |
| وكالة الأمم المتحدة لغوث وتشغيل لاجئ فلسطيني في الشرق الأدنى                       | إنشاء وتطوير البنية التحتية لمخيمات اللاجئين الفلسطينيين                                                       | العربية      | 29+4             |

## История и современное состояние модельного движения в России и в мире
Зарождение модельного движения
Модели начали проводиться еще до существования международных организаций, и первая из них была проведена в США и дублировала работу Сената. Сделано это было с целью подготовки будущих сенаторов Америки, так как теорию, получаемую в ходе университетских курсов было необходимо чередовать с практикой.
Предтечей Модели ООН, отображающей работу международной организации, была Модель Лиги Наций, проведенная в 1921 году группой студентов Оксфордского университета. В её рамках было организовано заседание “Международной Ассамблеи”, которое позже осветил журнал “Observer”, назвав его “Женевой в Оксфорде”. Спустя 2 года, организатор Модели Лиги Наций смог провести её и в Гарварде, где основной повесткой был вопрос трафика опиума в мире.
Стоит уточнить, что формат Моделей первой половины XX в. значительно отличается от современных. Если сегодня делегаты в течение 5 дней обсуждают одну повестку (на некоторых зарубежных моделях их может быть 2), то в 1920-е годы Оксфорд настаивал на другом формате. Во-первых, заседание длилось всего один вечер. Во-вторых, на обсуждение выносилось множество повесток, и на каждую отводился один час. Разумеется, подобный подход не оставлял всем делегатам шанса выразить своё мнение, и дискуссия не могла быть эффективной.

Появление Модели ООН
Новый этап в развитии модельного движения приходится на 1945 год — год основания Организации Объединенных Наций. Первая Модель ООН состоялась в 1947 году в Суортмор-колледже (Пенсильвания). В её рамках моделировался один комитет — Генеральная Ассамблея. Рассматривались 3 актуальные проблемы: контроль и развитие атомной энергии, разоружение, гражданский статус беженцев.
В 1949 году Модель ООН проводилась в стенах Нью-Йоркского университета Святого Лоуренса. Идейным организатором был Гари Рейф, советник американской делегации на конференции в Сан-Франциско в 1945 году и на конференции ООН в Лондоне в 1945-1946 гг. 
В 1968 году стараниями нидерландских студентов и преподавателей была проведена Европейская Международная Модель ООН в Гааге, которая успешно функционирует и по сей день.
Несмотря на то, что изначально модельное движение развивалось в США, в 1990-е годы модели стали проводиться в Восточной и Южной Азии, на Ближнем Востоке, и в Южной Африке. На сегодняшний день модельное движение продолжает развиваться. В Европе действует свыше 50 организаций, в США — свыше 150.

Модельное движение в России. C-MIMUN
До Советского Союза модельная деятельность добралась только в 1990 году. Первая Модель была организована на базе МГИМО. По словам ректора университета, Анатолия Торкунова, «Первая крупная Модель ООН была проведена в зимние студенческие каникулы, в январе 1990 года. Модели ООН сразу приобрели большую популярность среди студентов и учащихся старших классов и стали одной из постоянных программ Ассоциации».
Но Модель 1990 года была, скорее, студенческой игрой и только прототипом крупной политически-ролевой конференции, в которую она превратится позднее. Официально Московская международная Модель ООН проводится в МГИМО (У) МИД РФ при содействии Российской ассоциации содействия ООН, начиная с 1999 года.
В начале нового тысячелетия Московская международная Модель ООН демонстрировала исключительный прогресс в своем развитии и расширении сфер влияния. Именно в 2000 году она получила международное признание, которое через четыре года было подтверждено фактом ее посещения Кофи Аннаном (на тот момент, Генеральным секретарем ООН), а также Кийо Акасаки (заместителем Генерального секретаря ООН по коммуникациям и общественной информации), Фроде Маурингом (постоянным представителем Программы развития ООН в России) и Хансом Бликсом (Президентом Всемирной федерации ассоциаций содействия ООН). 
Обретение глобальной поддержки способствовало началу стремительного роста участников C-MIMUN и ее становлению как полноправной международной организации. Ещё большей узнаваемости среди российских граждан содействовало также присутствие Сергея Лаврова, министра иностранных дел РФ, в качестве почетного гостя на церемонии открытия Московских международных моделей ООН в 2006 и 2015 гг.
Структура Модели ООН представляет собой воспроизведение работы официальных органов: Генеральной Ассамблеи, Совета Безопасности, Экономического и Социального Совета (ЭКОСОС). Однако с начала проведения C-MIMUN число моделируемых комитетов значительно выросло, и теперь делегатам предоставлен широкий выбор органов ООН и, как следствие, повесток. С 2011 года наблюдается расширение и спектра рабочих языков программы. Проводимая ранее исключительно на английском и русском, C-MIMUN включила в свой перечень французский язык, а с 2015 г. на Модели представлены все 6 официальных языков ООН: русский, английский, французский, китайский, арабский и испанский.
В настоящее время C-MIMUN является самой крупной Моделью ООН в России и Восточной Европе. В 2019 г. Модель объединила  школьников и студентов из 40 стран мира и более чем 60 городов России. В 2020 г. в ней приняло участие более 700 делегатов, около трети из которых составили иностранцы. Масштабность C-MIMUN и международный характер являются одними из главных особенностей, отличающих её от других конференций подобного характера. 
В интервью The MSUMUN Times координатор Московской международной модели ООН, Григорий Максимович Ковриженко, заключил, что для верного понимания всей сути модельного движения нужно «рассматривать [Модель] как инструмент самообразования, как инструмент выработки определенных умений и навыков, надо расти вместе с Моделью». C-MIMUN ставит своими целями научить делегатов конструктивному ведению диалога и демонстрировать свои умения в области ораторского мастерства. 

## Программа Модели
Конференция проходит за 6 дней:
- День 1 — регистрация делегатов, лекции по правилам процедуры модели от экспертов, пробное моделирование заседания комитета;
- День 2 — торжественная церемония открытия, начало заседаний комитетов (выступление делегатов с позициями стран и начало работы над проектами резолюции);
- День 3 — заседания комитетов (продолжение работы над проектами резолюции и их подача в Президиум комитета);
- День 4 — заседания комитетов (представление и голосование по поданным проектам резолюции, написание поправок к принятому рабочему проекту резолюции и подача их в Президиум);
- День 5 — заседания комитетов (представление и голосование по поданным поправкам к рабочему проекту резолюции);
- День 6 — завершение заседаний комитетов (финальное голосование и принятие итоговой резолюции комитета, закрытие заседаний), торжественная церемония закрытия и подведение итогов Модели;

Помимо работы в комитетах для делегатов организуется ежедневная культурная программа, которая включает в себя множество различных мероприятий, среди которых:
- Фестиваль культур разных народов Global Village;
- Экскурсии в музеи Москвы;
- Традиционный вечерний бал C-MIMUN;
- Викторины и квесты;
- Музыкальные вечера;
- Лекции от приглашенных гостей.